# 建造與經營模擬遊戲
Construction and management simulation (CMS)，有时也成为管理模拟或建造模拟，是模拟游戏的一个子类型，玩家可以在其中以有限的资源建立、拓展或管理虚构的社区或项目。战略视频游戏有时会将CMS方面融入其游戏经济中，因为玩家必须在拓展项目的同时管理资源。然而，纯CMS游戏与战略游戏的不同之处在于——“玩家的目标不是打败敌人，而是在一个持续的过程中构建一些东西”。这类游戏有时也被称为“管理游戏”。
1. Rise of Industry(工业崛起)
2. Frostpunk（冰汽时代/冰霜朋克）
3. Two Point Hospital（双点医院）
4. Project Hospital（医院计划）
5. Cities:Skylines(都市：天际线)
6. Banished(放逐之城)
7. Planet Coaster（过山车之星）
8. Planet Zoo（动物园之星）

## 分类
- 城市建造游戏
- 经营模拟游戏
- 上帝模拟游戏
- 政府模拟游戏